# Deutsche Botschaft Dschibuti
Die Deutsche Botschaft Dschibuti ist die offizielle diplomatische Vertretung der Bundesrepublik Deutschland in der Republik Dschibuti.

## Lage und Gebäude
Die Botschaft befindet sich in der Nähe des internationalen Flughafens von Dschibuti und unweit der amerikanischen Botschaft. Eine Straßenadresse hat weder das Auswärtige Amt noch die Botschaft selbst veröffentlicht. Es gilt die Lageskizze, die in der Website der Botschaft enthalten ist (vgl. Koordinaten oben).

## Organisation und Aufgaben
Es handelt sich bei der Botschaft um eine Kleinstvertretung. Konsularische Nothilfe für deutsche Staatsangehörige wird geleistet. Alle anderen konsularischen Dienstleistungen obliegen der deutschen Botschaft Addis Abeba (Äthiopien). In Addis Abeba sind auch nationale Visa für Deutschland (Aufenthaltsdauer über 90 Tage) zu beantragen, während für die Ausstellung von Schengen-Visa die Botschaft Frankreichs in Dschibuti die deutsche Zuständigkeit wahrnimmt.
Dschibuti ist kein Partnerland der deutschen bilateralen Entwicklungszusammenarbeit. Der Botschafter in Dschibuti fungiert auch als Sondergesandter des Auswärtigen Amts bei der Intergovernmental Authority on Development (IGAD).

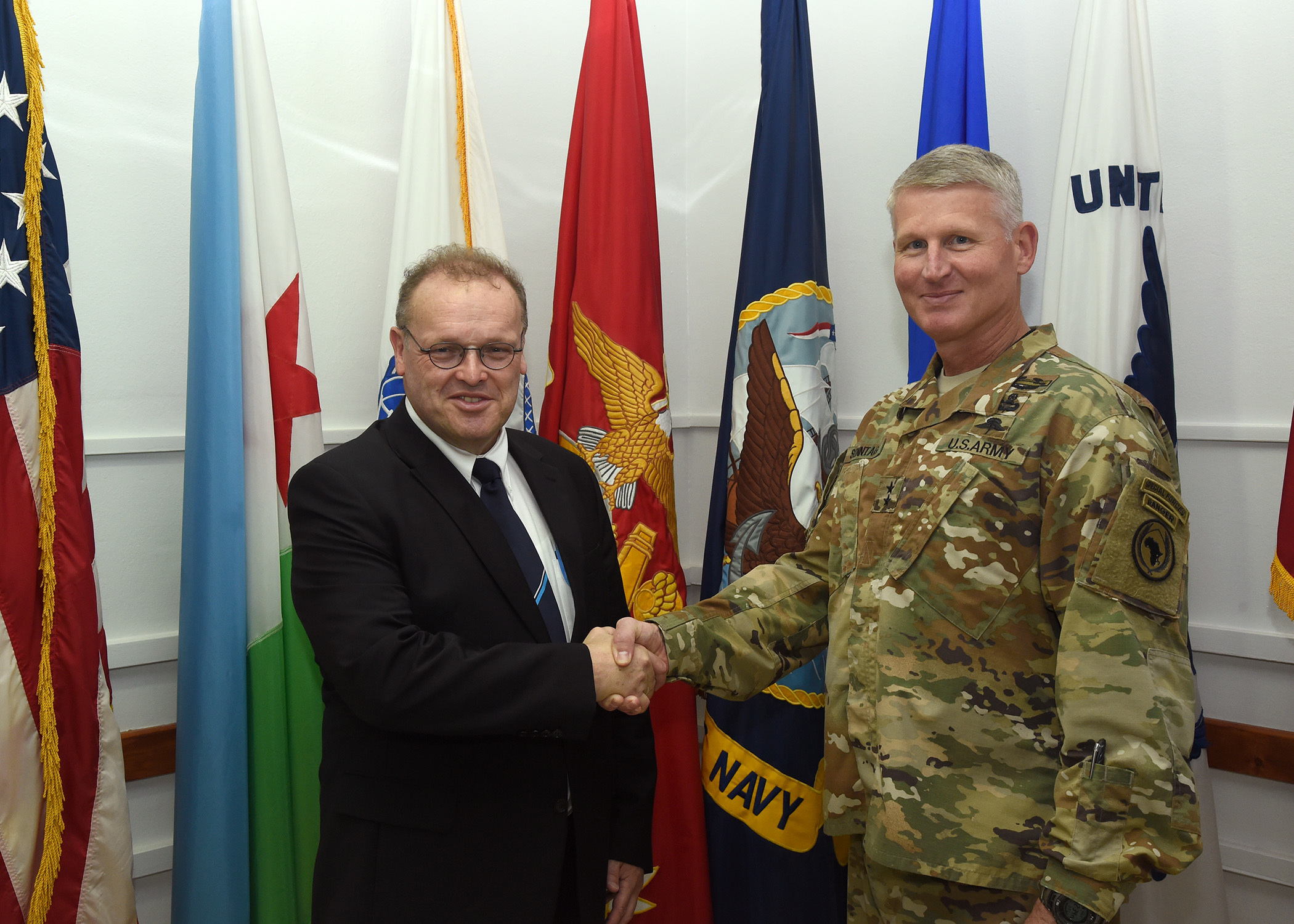
Der damalige Botschafter Volker Berresheim mit dem amerikanischen Generalmajor Kurt L. Sontag, Kommandeur Combined Joint Task Force - Horn of Africa, 31. März 2017

Bis zum Ende ihrer Mission im Jahr 2021 bestand enge Zusammenarbeit und Koordination mit der Deutschen Verbindungs- und Unterstützungsgruppe der Bundeswehr.

## Geschichte
Nachdem Dschibuti im Jahr 1977 von der früheren Kolonialmacht Frankreich unabhängig geworden war, wurden im selben Jahr diplomatische Beziehungen mit der DDR (30. Juni 1977) und mit der Bundesrepublik Deutschland am 23. Januar 1978 aufgenommen. Zu einem Austausch von Botschaftern kam es erst im Jahr 2010.
Die Botschaft Dschibuti wurde am 2. März 2010 eröffnet. Zuvor betreute der Botschafter der Bundesrepublik Deutschland im Jemen im Rahmen einer Doppelakkreditierung die Beziehungen.